# Буторин, Сергей Юрьевич
Серге́й Ю́рьевич Буто́рин («Ося») (род. 9 ноября 1964, Осташков, Калининская область, РСФСР, СССР) — российский криминальный авторитет и лидер Ореховской ОПГ. 6 сентября 2011 года Московским городским судом приговорён к пожизненному лишению свободы, будучи признанным виновным в организации убийств, покушений на убийства 38 человек и руководстве преступным сообществом.

## Биография
Сергей Буторин родился 9 ноября 1964 года в городе Осташков, Тверской области.
Служил в сапёрном подразделении в Одинцово.
После срочной службы продолжил военную карьеру, дослужился до звания прапорщика (военно-учётная специальность — «командир мотострелкового взвода»). Серьёзно занимался боксом, имел разряд и участвовал в различных соревнованиях.
У Буторина есть младший брат Александр (известен под прозвищем «Зомб»), который был несколько раз судим и был наркоманом. В 1989 году Буторин уволился из армии и вместе с братом стал работать вышибалой в кафе «Аленький цветочек».

### Начало преступной карьеры
Своё первое преступление Буторин совершил со своим младшим братом Александром. 27 июля 1990 года было совершено ограбление квартиры известного в то время коллекционера Виктора Магидса. Именно Александр получил наводку на ограбление квартиры известного коллекционера. Заказчиком ограбления был Яков Фельдман — спекулянт, контрабандист и так же, как и Магидс, сборщик антиквариата, познакомившийся с Буториным во время последней отсидки. В ограблении квартиры участвовали Сергей Буторин, Александр Буторин и его друг Евгений Токарев, бывший сотрудник милиции, с которым «Зомб» отбывал вместе срок в колонии. Буторин заинтересовался возможностью неплохо заработать и лично занялся снабжением оружия для ограбления, так как имел некоторые лазейки к складам боеприпасов. Из квартиры были похищены произведения искусства и ювелирные изделия общей стоимостью свыше $9 млн: 59 золотых ювелирных изделий и археологических предметов, 50 миниатюр, 7 икон XVII—XVIII веков и 30 картин старых мастеров. В основном это были произведения «малых голландцев», в том числе Адриана ван Остаде, Давида Тенирса младшего, Адриана Браувера, Филипса Ваувермана, Яна Стена, Хуана Фландеса, а также Лукаса Кранаха старшего; кроме того, была похищена акварель Василия Кандинского.

### Карьера в ОПГ
После ограбления квартиры Виктора Магидса Сергей Буторин перестал работать охранником и начал «крышевать» различные кооперативы. В подмосковном городе Одинцово, где служил Буторин, сформировалась небольшая бригада, в которую вошли сам Буторин, его брат Александр и Дмитрий Белкин («Белок»). Бригада занималась разбойными нападениями и рэкетом. Члены одинцовского сообщества гордо называли себя «одинцовскими», ареал их влияния простирался от Одинцова дальше, в сторону Звенигорода. В отличие от всех прочих бандформирований, люди братьев Буториных убивали как и по заказу, так и безо всякой причины и без очевидной пользы для собственных дел. В Одинцове одно время распоряжалась Голицынская ОПГ, происходившая из посёлка Голицыно. Люди Буторина довольно быстро отодвинули пришельцев от своего городка, однако даже после триумфа «голицынских» продолжили ликвидировать по принципу «все, кто из Голицына, не имеют права на жизнь».
К 1993 году Сергей Буторин завоевал весомый авторитет в преступном мире. Одинцово было полностью освобождено от неместных группировок, и в городе была установлена единоличная власть. В этом же году братья Буторины познакомились с лидером Медведковской ОПГ Григорием Гусятинским («Гриня»), который в то время был уже «правой рукой» известного уголовного авторитета и лидера Ореховской ОПГ Сергея Тимофеева («Сильвестр»). Гусятинский сразу понял, «что таких людей нужно держать при себе», и позднее познакомил их с «Сильвестром». В конечном итоге Белкин остался «на хозяйстве» в Одинцово, где он следил за стабильностью в банде, Александр Буторин стал приближённым к Гусятинскому в Медведковской ОПГ, выполняя специальные поручения, а сам Сергей Буторин, с помощью опеки Сергея Ананьевского («Культик»), попал в Ореховскую ОПГ, где, в скором времени, стал «ближним» «Сильвестра».
Буторин довольствовался второстепенной ролью, пока в 1994 году «Сильвестр» не был взорван в своём автомобиле. После этого развернулась уголовная война — члены ореховской группировки боролись за лидерство, а другие банды пытались отобрать у обезглавленной ОПГ зоны влияния. Сергей Буторин стал стремиться к лидерству в группировке. По данным оперативников, за короткий период по его приказу были убиты многие авторитеты ореховской ОПГ. Наконец, главарём ореховских стал Буторин. Устранять своих за малейшую провинность стало правилом у Буторина, в результате чего большая часть его жертв являлись членами всё той же ореховской ОПГ.

### Арест и осуждение брата
В 1994 году в угрозыск обратился начинающий предприниматель Владимир Степанов. Он рассказал, что участвовал в ограблении Магидса в качестве водителя Фельдмана. Вместе с ним в ограблении участвовали Александр Буторин и Евгений Токарев. Степанов должен был подать машину в момент, когда грабители вынесут картины, но по итогу подъехал к зданию только тогда, когда грабители уже скрылись с места преступления. Сотрудники внутренних дел не надеялись раскрыть преступление, однако сведения, полученные от Степанова, стали для них бесценным материалом в деле. Сразу же в розыск были объявлены братья Буторины, Токарев и Фельдман. Токарев, которого уже задерживали в этом году, но позже отпустили, был повторно задержан 11 марта 1994 года вместе с гражданкой Германии Наталией Грунтнер. Тогда в машине, принадлежавшей Грунтнер, были обнаружены две иконы, картина и автомат Калашникова, которые позже Магидс опознал как те, что были украдены у него при ограблении.
Александра Буторина и Евгения Токарева, вместе с Гусятинским, осенью 1994 года задержали по другому делу. Сыщики взяли их на даче в Подмосковье, которую они снимали у академика. Дачу бандиты использовали под склад оружия и боеприпасов. В том числе, были обнаружены 20 пистолетов Макарова, похищенных из пожарно-технического училища в Иркутской области. При нападении на училище преступники убили часового. Буторина-старшего спасло только то, что, узнав об аресте брата, он сумел спрятаться.
Суд над Буториным-младшим и Токаревым продолжался полтора года. За несколько дней до вынесения приговора по этому делу был убит главный свидетель обвинения Владимир Степанов. Его расстреляли у собственного подъезда из пистолета. В 2011 году в Мосгорсуде выяснилось, что Владимира Степанова «заказал» Сергей Буторин, а исполнял «заказ» телохранитель Буторина-старшего Марат Полянский. Впрочем, убийство Степанова на судебное решение никак не повлияло: Александр Буторин был приговорён к 9 годам лишения свободы, Токарева отправили на принудительное лечение в психиатрическую клинику, откуда позднее он сбежал и пропал без вести.
В 1995-1996 годах команда «Оси» устранила всю верхушку «кунцевской», «сокольнической», «ассирийской» и «одинцовской» группировок, а также руководителей связанных с ними компаний. Всего, по данным следствия, во время таких «разборок» было совершено 57 убийств и покушений. По версии газеты «КоммерсантЪ», костяк команды Оси составляли спортсмены и бывшие бойцы спецназа.

### Инсценировка смерти
Когда в 1996 году сотрудники МУРа вышли на след «ореховских», Сергей Буторин инсценировал свою смерть. На одном из столичных кладбищ до сих пор есть могила с плитой, на которой висит фотография «авторитета». По данным оперативников, ему сделали пластическую операцию и он уехал в Грецию. Буторин в этом отношении мыслил новаторски, инсценировка смерти стала популярна в России значительно позже. Потом Сергей Буторин перебрался в Испанию. В это время происходила ликвидация свидетелей, в том числе как излишне разговорчивый свидетель по приказу «Оси» был убит наёмный убийца Александр Солоник. Несмотря на пышные похороны, было невозможно скрыть один факт — Сергей Буторин управляет бандой «с того света». Это не могло не привести ко вниманию со стороны правоохранительных органов.

### Арест и суд в Испании
Сергей Буторин со своим телохранителем Маратом Полянским продолжал жить в испанском курортном городе Кастельдефельс, где обитали и другие бежавшие лидеры столичных ОПГ. 15 февраля 2001 года Сергея Буторина и Марата Полянского арестовали в ходе операции, в которой участвовали испанские полицейские, Интерпол, оперативники МВД России и ФСБ. Утомлённые бандиты на рассвете выходили из публичного дома неподалёку от Барселоны, там же они и были задержаны. Оба оказались вооружены, Полянский пытался скрыться, но силы оперативников превосходили силы бандитов.
Сначала испанский суд приговорил русских к восьми с половиной годам заключения за хранение оружия. Испания лишь в 2003 году ненадолго передала Буторина и Полянского России, чтобы они выступили на суде, где рассматривались дела их сообщников. Затем осуждённых вернули в Испанию досиживать срок. Вопрос об окончательной экстрадиции был решён после отбытия срока, в 2009—2010 годах. Причём Буторин и Полянский попытались затянуть время, подав прошения о политическом убежище. Однако прошения были отвергнуты, и сначала Полянский, а затем и Буторин были отправлены в российский СИЗО. Вместе с тем следует отметить разногласия между испанской и российской обвиняющими сторонами: российское следствие предъявляло обвинение Буторину в подготовке расправы над военным следователем Юрием Керезем, но этот эпизод испанская сторона, с которой Россия перед экстрадицией «Оси» согласовывала будущие обвинения, сочла недоказанным и ему он так и не был вменён. Заказчиком убийства оказался партнёр Буторина — другой «одинцовец» Дмитрий Белкин.

### Суд и приговор в России
В России лидеру «ореховских» и его соратнику предъявили обвинения в организации преступного сообщества, бандитизме и убийствах. Буторин обвинялся в причастности к смерти примерно тридцати человек, а Полянский, по разным данным, имел отношение к четырём или шести убийствам. Лидер банды отрицал свою вину, хотя давать показания в своё оправдание не стал, сославшись на право не свидетельствовать против себя. Полянский же пошёл на сделку со следствием. Так Полянский указал на Буторина как на главного заказчика убийства «Сильвестра». Впрочем, разные позиции подсудимых не стали причиной ссоры. Журналисты свидетельствовали, что в суде обвиняемые весело переговаривались друг с другом.
На вынесение приговора, состоявшееся в Мосгорсуде 6 сентября 2011 года, подсудимые явились, одетые по моде девяностых годов — Буторин в «варёной джинсе», Полянский в спортивном костюме «Адидас». Судья приговорил Буторина к пожизненному лишению свободы (как и требовало обвинение), а Полянского — к 17 годам колонии (на два года больший срок, чем просил прокурор). В ответ на вопрос, понятен ли осуждённым приговор, Полянский промолчал, а Буторин ответил — «Да, понятен».
27 сентября 2022 года телеканал RT сообщил о том, что в Общественную наблюдательную комиссию Москвы поступили сообщения от группы пожизненно осуждённых, желающих заключить контракт с ВС РФ с целью участия в российском вторжении на Украину. Среди лиц, высказавших подобное пожелание, упоминался и Буторин, который находился в «Бутырке» в те дни. 4 октября в газете «Московский комсомолец» в разговоре с правозащитницей Евой Меркачёвой Буторин подтвердил факт подачи заявления, объяснив также причину своего прибытия в Москву: из «Полярной совы» его привезли по ряду эпизодов, для расследования которых следователи должны были запросить разрешения у испанской стороны, однако в связи с внешнеполитическими событиями вероятность предоставления подобного разрешения была мала.

## Мнения
Алексей Шерстобитов, он же «Лёша-солдат», говорил об «Осе» следующее:

Сергей Юрьевич — безоговорочный лидер, очень хитрый и умный, с железной хваткой, человек, который ничего не боится, не боится рисковать и всегда идёт до конца. Всегда находящийся в тени Ананьевского, умудрялся «загребать жар чужими руками», со своим братом Александром в начале выполнял некоторые специальные поручения, чем заслужил определённый авторитет и место рядом с крёстным отцом. Хитрый, жестокий для своих и чужих, в конечном итоге занял место «Сильвестра», но, будучи не в состоянии удержать доставшееся, сохранил связи с наиболее преданными бывшему шефу группами, среди которых «Медведковские», «Ореховские», «Коптевские», «Одинцовские». С их главами: Пылёвыми, «Зёмой», «Белком», «Феликсом» и другими поддерживал отношения взаимостраховки, финансовые и фиктивно-товарищеские, часто заканчивающиеся гибелью бывших «близких». Примером тому может служить история с Солоником и «Курганскими» вообще.

## Семья
Буторин заявил, что опасается за свою безопасность и безопасность своей семьи. По словам преступного авторитета, у него много влиятельных врагов, которые не дадут ему долго прожить в колонии.
Младший брат Александр (Зомб). В настоящее время на свободе и живёт мирной жизнью.
Супруга Наталья.
У Оси трое сыновей: Дмитрий (р. 1989), Никита (р. 1985) и Григорий (р. 1987-2017). Имеет внуков.
В 2012 году Григорий вместе со своими сообщниками был задержан по подозрению в крупном вымогательстве у ОАО «Мосгорэнерго», по просьбе его знакомой, Полины Мишустиной, решившей, что ей недоплатили зарплату за работу. Позже все были отпущены. 13 декабря 2017 года, по неизвестным причинам, Григория не стало.

## Интервью Сергея Буторина
В апреле 2013 года телеканал НТВ снял выпуск, где журналисты передачи «Очная ставка» приехали в колонию «Полярная сова», где отбывает пожизненное заключение Сергей Буторин, и взяли у него интервью. Также к Буторину приехала Оксана Щетинкина, чьи сёстры пострадали во время взрыва в кафе (одна погибла, другая осталась инвалидом), который организовал Буторин с целью навести страх на представителей Измайловской ОПГ.
О Сергее Тимофееве:
«Сильвестр», это было что-то такое… ну это даже больше, чем легенда была. И, конечно, имя «Сильвестра» производило громадное впечатление. Да, это конечно, человек, один из первых сформировал большую группу свою. Тогда это называлась «бригада», но мы не назывались ни «ОПГ», и тогда и «ореховского» слова не было — «ореховские».
Об убийстве Сергея Тимофеева:
Он садится в машину, трогается, она взрывается. Вот прям на глазах. Причём, там не какой-то взрыв, как в кино показывают, нет, было направлено… ну, видимо, стояла хорошая, профессиональная мина. Я подбежал к машине, ну думал, может быть жив, но уже всё.
Об убийстве Отари Квантришвили:
Ну я, конечно, я знал, кто такой Отари. У нас были и встречи, и лично я с ним был знаком. Но я говорю, что для меня авторитет Сергея Ивановича — это неоспоримо было вообще. И если он сказал, что надо ликвидировать этого человека — какие проблемы?!
Об Александре Солонике:
В тот момент, уже в общем-то, все доступные места прослушивались: телефоны, дома, вплоть до туалетов. В частности, дом в Греции, в котором жил Солоник, я же ему его и снял, и естественно подготовил, соответственно. Но, на самом деле, он хорошо стреляет, подготовлен физически, целеустремлённый человек, он идёт до конца, любит риск, не боится рисковать, и оставлять такого противника за спиной — нельзя, ни в коем случае. Это их (Курганской ОПГ) козырь был, понимаете.
Об инсценировке своей смерти:
Я не мог составить, скажем, каких-то планов на семью, потому что я и так находился на нелегальном положении постоянно. Естественно, я понимал, что всё весьма зыбко. Это было одной из причин того, что я устроил свои «похороны». Чтобы, так сказать, ну хотя бы временно дать передышку. Я не то чтобы скрывался, но когда ты числишься умершим, на тебя не могут открыть уголовное дело, вот в чём дело. И во всех справках ты числишься, как умерший. Как бы, к тебе и вопросов нет никаких.
О деньгах:
Я в месяц мог потратить, там скажем, ну тысяч двести… долларов, я имею в виду, то это так… не страшно. Ну, естественно, мог позволить себе машину, я очень люблю машины. Идёт, там, серия «Мерседесов», я беру, там, самые лучшие из них.
О своём аресте:
У нашей прокуратуры «руки» длинные оказались, достали меня оттуда… «с того света», да.
О жизни в 1990-е:
Ну, раньше это всё была как игра. Это было забавно. То есть, я не думал о будущем, я не смотрел дальше, чем там, ну не знаю, на неделю вперёд, да и то, для меня был большой срок, казалось. Я ничего не планировал. Казалось, что жизнь, она такая, вечная-непроходящая. Она весёлая. А когда появились первые деньги, это ж вообще, там ты можешь купить себе машину, да хоть каждый месяц покупай новую. На каком заводе столько заработаешь.

## В массовой культуре
- Документальный фильм «Не дожившие до пожизненного заключения» (3 серии) из цикла Вахтанга Микеладзе «Приговорённые пожизненно»
- Сергею Буторину была посвящена песня рэпера SLAVE33 "Сергей Буторин"